# Ciclone tropicale

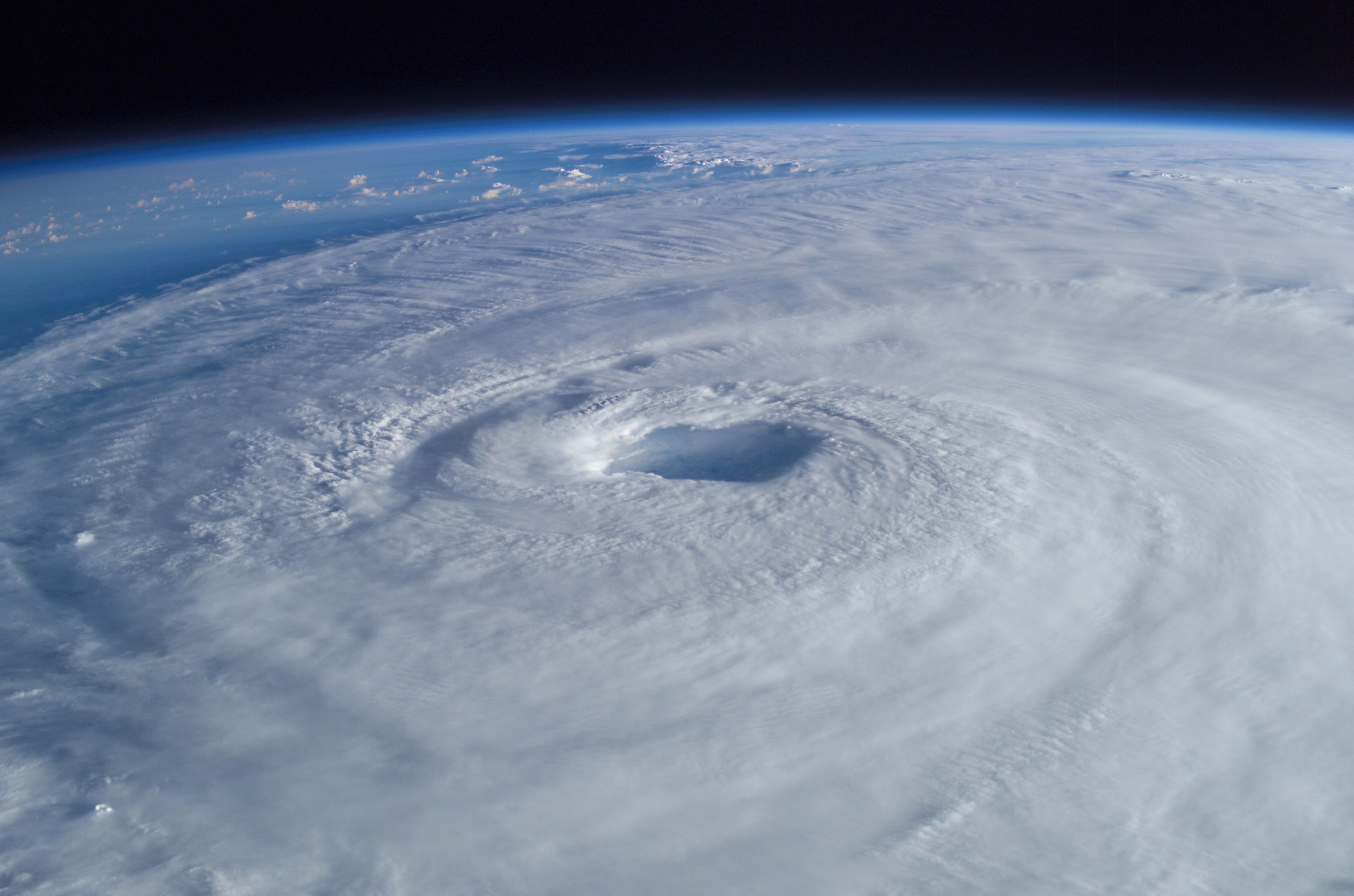
L'uragano Isabel visto dalla Stazione spaziale internazionale nel 2003

In meteorologia un ciclone tropicale o tifone è un sistema tempestoso, o tipo di ciclone, originatosi su acque tropicali o subtropicali del pianeta e caratterizzato da un centro o vortice di bassa pressione a nucleo caldo e da numerosi fronti temporaleschi (linee di groppo), disposti tipicamente a spirale e in rotazione attorno ad un centro ben definito, che producono forti venti e pesanti precipitazioni piovose nelle aree coinvolte dal loro passaggio.
Questi cicloni si producono in conseguenza del calore sensibile liberato dall'oceano alimentandosi poi grazie al calore latente di condensazione liberato nell'aria dal vapore acqueo in condensazione. Sono diversi da altre tempeste o vortici atmosferici (es. cicloni extratropicali) proprio perché hanno un diverso meccanismo di alimentazione dell'energia. I cicloni tropicali, per questo, si formano spesso sull'oceano sopra l'equatore, a circa 15° di latitudine di distanza da esso, spostandosi poi verso alte latitudini del rispettivo emisfero fino a esaurirsi più o meno lentamente trasformandosi in comuni cicloni extratropicali. Tuttavia se le temperature marine lo consentono possono svilupparsi fino a circa 30° di latitudine o addirittura oltre i 35° di latitudine in caso di transizione tropicale, un processo che consenta la trasformazione dinamica e termodinamica di un ciclone extratropicale in un ciclone tropicale.
In relazione all'entità e alla zona geografica di formazione di un ciclone tropicale, esso è chiamato in modo diverso: uragano, tifone, tempesta tropicale, tempesta ciclonica, depressione tropicale o semplicemente ciclone.

## Terminologia
I cicloni tropicali sono classificati dentro tre grandi categorie basate sulla intensità della fenomenologia: depressioni tropicali, tempeste tropicali, e un terzo gruppo di tempeste più intense, di cui il nome dipende in base alla regione. Per esempio, se una tempesta tropicale ha luogo nel Pacifico nord-occidentale e raggiunge venti dell'entità di un uragano sulla scala di Beaufort, prende il nome di "tifone"; se una tempesta tropicale della stessa entità si verifica invece nel Bacino del Pacifico nord-orientale viene chiamato "uragano". I termini "uragano" e "tifone" non sono usati nell'emisfero meridionale o nell'Oceano Indiano. In questi bacini prendono il nome di cicloni.
Quindi a seconda della regione vengono usati termini diversi per descrivere i cicloni tropicali con venti massimi sostenuti che superano i 33 m/s (63 nodi o 117 km/h):
- Ciclone è il termine da sempre conosciuto nell'Oceano Indiano (cyclones), da quando è stato utilizzato per la prima volta dal presidente della Commissione Marittima di Calcutta a metà del XIX secolo. Viene usato anche nel Pacifico meridionale.[9] Deriva dal greco kuklos che significa "circolare". Il termine viene spesso accompagnato da aggettivi vari (per esempio: tropicale) nelle altre aree.
- Uragano è il termine con cui vengono chiamati i cicloni nell'Atlantico settentrionale (hurricanes, vedi Uragano atlantico) e nel Pacifico centro-settentrionale e nord-orientale,[9] a est della linea del cambiamento di data, in memoria del dio Maya delle tempeste, Huracan;
- Tifone è il termine con cui vengono chiamati i cicloni nel Pacifico nord-occidentale,[9] a ovest della linea del cambiamento di data, nel Mare della Cina (typhoon), da tái fēng (cinese semplificato台风, cinese tradizionale颱風) o dà fēng (大风, 大風 che significa "grande vento").

Localmente, sono stati usati i termini Bagyo nelle Filippine, Taino a Haiti e Willy-willies in Australia, reppu in Giappone, asina-t nel Golfo Persico.

### Depressione tropicale

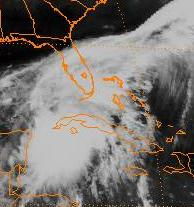
Depressione tropicale nel mar dei Caraibi

La depressione tropicale è un sistema di nubi e temporali dove i venti raggiungono la velocità massima di 63 km/h. Non c'è un "occhio" e non sono organizzati a spirale, come di solito avviene nei cicloni. Vi è comunque un'area di bassa pressione da cui prende il nome "depressione". Si tratta dello stadio iniziale che può evolvere in vero e proprio ciclone/uragano/tifone se si presentano le condizioni fisiche opportune di sviluppo.

### Tifoni, uragani o cicloni
I tifoni (uragani o cicloni) sono depressioni, cioè aree con una pressione atmosferica molto bassa, con estensione di qualche centinaio di chilometri, organizzati a spirale ovvero veri e propri vortici atmosferici violente che provocano cioè forti venti, abbondanti precipitazioni e pesanti inondazioni lungo le coste. Si formano unicamente sul mare penetrando marginalmente all'interno dei continenti, dove rapidamente si attenuano, e sono tipici dei mari tropicali. La loro formazione avviene alla fine dell'estate e in autunno quando sui mari staziona aria calda e umida per via delle più alte temperature raggiunte dall'acqua superficiale.

## Etimologia
La parola tifone ha due possibili origini:
- dal cinese 大風 (daaih fūng (cantonese); dà fēng (cinese) che significa "grande vento" (il termine cinese 颱風 táifēng e 台風 taifu in giapponese hanno un'origine indipendente));
- dall'urdu, persiano o arabo ţūfān (طوفان) < greco Τυφών (typhon).

La parola "uragano" deriva dal nome di un dio della tempesta degli Amerindi dei Caraibi, Huracan, da cui proviene lo spagnolo huracán.
Infine, la parola ciclone viene dal greco "κύκλος", che significa "cerchio".

## Descrizione

### Struttura e classificazione

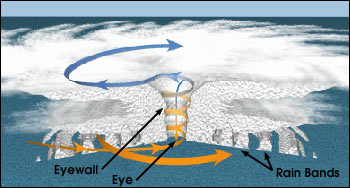
Struttura di un ciclone tropicale

Un forte ciclone tropicale è composto dai seguenti componenti:
- Bassa pressione: Tutti i cicloni tropicali ruotano attorno a un'area di bassa pressione atmosferica vicino alla superficie della Terra. Le pressioni registrate al centro di cicloni tropicali sono tra le più basse che si realizzano sulla superficie terrestre al livello del mare.
- Nucleo caldo: I cicloni tropicali sono caratterizzati e guidati dal rilascio di grosse quantità di calore latente di condensazione poiché l'aria densa sale verso l'alto e si condensa il suo vapore acqueo. Questo calore è distribuito verticalmente, attorno al centro della tempesta. Cosicché, a una certa altitudine (fatta eccezione per la zona vicino alla superficie dove la temperatura dell'acqua influenza la temperatura dell'aria) l'ambiente all'interno del ciclone è più caldo rispetto alle zone esterne intorno a esso.

### Intensità e denominazione
I cicloni tropicali sono classificati in tre gruppi principali in base alla loro crescente intensità: depressioni tropicali, tempeste tropicali e un terzo gruppo il cui nome dipende dall'area geografica in cui si verificano (uragani, tifoni o cicloni).
Una depressione tropicale è un sistema organizzato di nuvole e temporali con una ben definita circolazione superficiale e venti sostenuti con velocità massima di 17 m/s (pari a 33 nodi o 62 km/h). Non ha un vero occhio e non ha la forma spiraliforme tipica delle tempeste più violente. È però già un sistema di bassa pressione, da cui il nome.
All'intensità di uragano o tifone, un ciclone tropicale tende a sviluppare un "occhio", un'area di relativa calma (e minor pressione atmosferica) al centro. L'occhio è spesso visibile nelle immagini di satellite come un piccolo punto circolare libero dalle nuvole, a testimonianza di moti d'aria discendenti (subsidenza). Negli Stati Uniti è in voga la Scala Saffir-Simpson che classifica l'intensità di un uragano su una scala da 1 a 5 a seconda della velocità dei venti.

### Meccanica generale di un ciclone tropicale

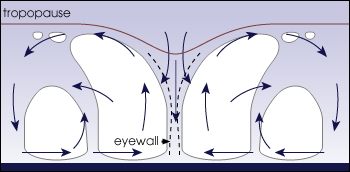
I cicloni tropicali si formano quando l'energia liberata dalla condensazione del vapore nelle correnti ascendenti causa un ciclo di autoamplificazione. L'aria si scalda, salendo di più, e ciò incrementa la condensazione. L'aria che fuoriesce dalla sommità di questo "camino" ridiscende verso il basso sotto forma di venti potenti.

Strutturalmente, un ciclone tropicale è un grande sistema di nuvole, vento e attività temporalesca in rotazione su sé stesso.
La sua fonte primaria di energia è il calore sensibile o diretto proveniente dalla superficie marina e la liberazione del calore latente da parte del vapore acqueo che si condensa a quote elevate nelle imponenti nubi temporalesche. In ultima analisi, quest'energia deriva direttamente dal Sole, che produce l'evaporazione dell'acqua marina; l'energia solare viene immagazzinata durante la fase di evaporazione e liberata durante la successiva fase di condensazione.
Perciò, un ciclone tropicale può essere visto come un gigantesco motore termico verticale, mosso da forze fisiche come la gravità e la rotazione della Terra. La condensazione aumenta l'instabilità atmosferica verticale, determinando il calo di pressione e facendo aumentare l'intensità dei venti che a loro volta favoriscono l'ulteriore evaporazione e la condensazione stessa, con un meccanismo che si autoamplifica finché esiste la fonte di energia che lo alimenta: l'acqua calda.
Fattori come il continuo squilibrio nella distribuzione delle masse d'aria contribuiscono al bilancio energetico del ciclone. La rotazione intorno al proprio asse (Rotazione terrestre) della Terra pone il sistema in rotazione secondo il principio del Coriolis (Forza di Coriolis) e ne influenza inoltre la traiettoria. 
Per la formazione di un ciclone tropicale occorrono anche una perturbazione meteorologica preesistente capace di favorire la divergenza d'aria in quota e la convergenza al suolo, un oceano tropicale caldo (temperatura superiore ai 26-27 °C) e venti relativamente leggeri in alta quota.
La condensazione come forza motrice è il tratto distintivo dei cicloni tropicali rispetto ad altri fenomeni meteorologici e il fatto che essa sia più forte nei climi tropicali costituisce la ragione per cui queste strutture si originano proprio ai tropici.
Per contro, i cicloni delle medie latitudini traggono la loro energia principalmente dai gradienti termici orizzontali preesistenti nell'atmosfera terrestre.
Per alimentare il suo meccanismo termico un ciclone tropicale deve rimanere al di sopra di acque calde, che forniscono l'umidità atmosferica necessaria. Quando un ciclone tropicale passa sopra la terraferma la sua intensità diminuisce rapidamente declassandosi a semplice depressione; salendo di latitudine e trovando acque più fredde si trasforma in un comune ciclone extratropicale.
Alcuni scienziati hanno stimato che la potenza termica rilasciata da un uragano sia compresa tra 50 e 200 trilioni di watt (50-200.000 GW), circa l'energia generata dall'esplosione di una bomba atomica da 10 megatoni ogni 20 minuti.
Il movimento più importante delle nubi è verso il centro con un movimento tipico a spirale creando imponenti barriere di nubi che si innalzano fino alla tropopausa; i cicloni tropicali sviluppano anche un movimento in senso opposto ad alta quota, costituito dalle nuvole (cirri) formate con il vapore condensato che viene espulso in alto dal "camino" del ciclone. La presenza di questi cirri ad alta quota può essere il primo segno dell'arrivo imminente di un uragano.

## Cause e formazione

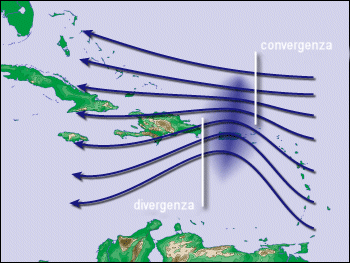
Ondulazioni degli alisei nell'Oceano Atlantico - ovvero zone di venti convergenti e divergenti che hanno la stessa direzione degli alisei stessi - generano instabilità nella troposfera e possono aver un ruolo fondamentale nella genesi dei cicloni tropicali

Le cause e la formazione dei cicloni tropicali sono oggetto tuttora di ricerche scientifiche e non sono ancora perfettamente chiare. Comunque si è compreso che sono necessari almeno cinque fattori concomitanti:
1. Temperatura del mare al di sopra di 26,5 °C dalla superficie fino a una profondità di almeno 50 m per garantire un apporto duraturo di energia.
2. Condizioni nell'atmosfera superiore tipiche della formazione di temporali. La temperatura dell'atmosfera deve diminuire rapidamente con l'altezza e la media troposfera deve essere relativamente umida.
3. Una perturbazione meteorologica preesistente, di solito un fronte tropicale, perturbazione temporalesca priva di rotazione che attraversa gli oceani tropicali.
4. Una distanza di circa 10° o più in latitudine dall'Equatore, in modo che l'effetto Coriolis sia abbastanza importante da innescare la rotazione del ciclone. (La più forte tempesta tropicale di tipo ciclonico che non ha rispettato questo limite è stato l'uragano Ivan, nel 2004, che ha avuto origine alla latitudine di 9,7°N.)
5. Assenza o presenza ridotta di componenti di 'taglio nel vento' (shear ovvero cambiamenti importanti di velocità o direzione del vento con la quota). Questi cambiamenti possono spezzare la struttura verticale di un ciclone tropicale.

Tuttavia, esistono casi di cicloni tropicali che si sono formati senza rispettare tutte le condizioni suddette. In particolare la formazione di numerosi cicloni tropicali su acque molto inferiori ai 26 °C (19-24 °C) mette in serio dubbio la robustezza del primo fattore descritto, quello di una costante temperatura marina di almeno 26 °C.
Soltanto alterazioni ben specifiche della condizione meteorologica possono portare alla formazione di cicloni tropicali, tra queste:
1. Onde tropicali, o ondulazioni degli alisei che, come accennato sopra, si muovono verso ovest, spostando zone di venti convergenti. Questo spesso conduce alla formazione di temporali che talvolta possono essere all'origine di cicloni tropicali. Un fenomeno simile alle onde tropicali sono le perturbazioni dell'Africa occidentale, che nascono sul continente spostandosi in seguito in direzione dell'Atlantico occidentale.
2. Depressioni tropicali della troposfera superiore, che sono minimi di pressione ad alta quota con interno freddo. Si può formare un ciclone tropicale a interno caldo quando una di queste depressioni occasionalmente si fa strada fino ai livelli di bassa quota, producendo convezione in profondità.

### Stagionalità
A livello mondiale, l'attività dei cicloni tropicali ha un picco a fine estate quando le temperature dell'acqua sono più alte. Peraltro, ogni bacino ha il suo specifico andamento stagionale.
Nell'Atlantico Settentrionale, gli uragani si concentrano nel periodo giugno-novembre, con un picco tra la fine di agosto e tutto settembre (il picco statistico medio cade il 10 settembre). Il Pacifico nordorientale ha un periodo di attività più ampio, ma simile all'Atlantico. Il Pacifico nordoccidentale vede cicloni tropicali tutto l'anno, con un minimo a febbraio e un picco all'inizio di settembre. Nell'Oceano Indiano settentrionale, i cicloni tropicali sono più frequenti da aprile a dicembre, con picchi a maggio e novembre.
Nell'emisfero australe, l'attività dei cicloni tropicali comincia alla fine di ottobre e finisce a maggio, con un picco tra la metà di febbraio e i primi giorni di marzo.
A livello mondiale, si formano in media 80 cicloni tropicali all'anno.

### Zone di formazione
La maggior parte dei cicloni tropicali si generano nella fascia di latitudini di intensa attività temporalesca 
chiamata zona di convergenza intertropicale (ITCZ - dall'inglese Intertropical Convergence Zone). Si può affermare che la quasi totalità dei cicloni ha origine tra i 10 e i 30 gradi di latitudine, l'87% di essi addirittura a meno di 20 gradi. Poiché è l'effetto o la forza di Coriolis a dare inizio e a mantenere la rotazione 
dei venti all'interno del ciclone, questo ne impedisce la formazione a latitudini inferiori ai 10 gradi, dove tale forza è debole  Archiviato il 19 ottobre 2006 in Internet Archive.. È possibile la formazione in questa zona, qualora vi sia un'altra sorgente di rotazione iniziale. Questa condizione, alquanto rara, fa sì che tali cicloni abbiano una frequenza secolare al massimo. L'uragano Ivan del 2004 è una di queste rarità.
Una combinazione di preesistente instabilità atmosferica, divergenza ai livelli alti della troposfera e intrusioni di aria fredda di origine monsonica hanno portato all'origine nel 2001 al Tifone Vamei a solo 1,5 gradi di latitudine. È stimato che questa occasionalità si possa verificare una volta ogni 400 anni.

#### Bacini principali
Sono sette i bacini principali che generano cicloni tropicali:

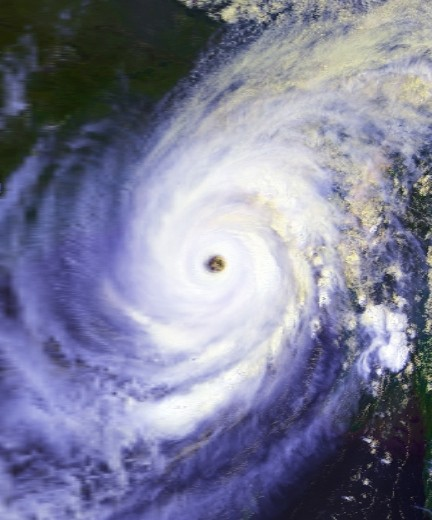
Ciclone del Bangladesh del 1991

- Il Bacino Nord Atlantico: Il più studiato e il più conosciuto di tutti i bacini, include l'Oceano Atlantico, il mare dei Caraibi e il golfo del Messico. La formazione di cicloni in questa zona avviene in modo diverso anno dopo anno, con una frequenza che varia da uno solo a una ventina. In questo bacino, la costa atlantica degli Stati Uniti, il Messico, il Centro America, le isole dei Caraibi e Bermuda sono le regioni più colpite. Occasionalmente lo sono anche il Venezuela, il sud est del Canada e l'arcipelago Atlantico della Macaronesia. Il National Hurricane Center (NHC) con base Miami, Florida emette avvisi e previsioni per tutte le nazioni della regione. Un servizio analogo viene svolto dal Centro canadese di previsione (Canadian Hurricane Center), di base ad Halifax per la zona e le acque territoriali del Canada sud-orientale. Gli uragani che colpiscono Messico, Centroamerica e le nazioni del mar dei Caraibi, spesso causano ingenti danni poiché hanno vita lunga alimentati come sono dalle acque calde tropicali. Frequentemente raggiungono anche l'entroterra degli Stati Uniti spingendosi fin nelle regioni nord orientali (New York, New Jersey e New England, indebolendosi e assumendo le caratteristiche della tempesta tropicale.
- Bacino dell'Oceano Pacifico Nord-Occidentale: Le attività delle tempeste tropicali in questa regione affliggono frequentemente Cina, Giappone, le Filippine e Taiwan, come pure altri paesi del sud est asiatico quali Vietnam, Corea del Sud, e Indonesia e numerose isole dell'Oceania settentrionale. Questo bacino è di gran lunga quello più attivo, contando circa un terzo di tutta l'attività dei cicloni tropicali mondiale. Di conseguenza le coste orientali di Taiwan e delle Filippine hanno la più alta frequenza di ricaduta del mondo intero. Gli enti meteorologici nazionali e il JTWC (Joint Typhoon Warning Center) si curano delle previsioni e degli avvisi di tempesta in quella zona.
- Bacino dell'Oceano Pacifico Nord-Orientale: È il secondo bacino più attivo del mondo e anche quello con la maggior densità (una grande quantità di eventi per una piccola superficie oceanica). Le tempeste e i cicloni che si formano in questo bacino possono colpire la costa occidentale messicana, le Hawaii, la parte settentrionale del centro America e in rare occasioni perfino la California. Negli USA il CHPC (Central Pacific Hurricane Center) a occuparsi di previsioni e avvisi per la parte più occidentale (Hawaii) mentre è il National Hurricane Center (NOAA) a occuparsi della parte orientale.
- Bacino dell'Oceano Pacifico Sud-Occidentale: Principalmente l'attività ciclonica del bacino colpisce Australia e Oceania, tocca agli istituti meteorologici di Australia e Papua Nuova Guinea emanare previsioni e avvisi.
- Bacino dell'Oceano Indiano Settentrionale: Questo bacino è diviso in due aree, il Golfo del Bengala e il Mare Arabico, con il Golfo del Bengala parecchio più attivo (da 5 a 6 volte maggiore). È interessante notare che questo bacino ha due picchi stagionali; uno in aprile in coincidenza dell'inizio del monsone estivo, e uno in ottobre-novembre appena dopo. Gli uragani formatisi in questo bacino sono stati i peggiori in tributi di vite umane, nel 1970 l'uragano Bhola ha causato 500 000 morti. Le nazioni colpite dai cicloni di questo bacino sono l'India, il Bangladesh, lo Sri Lanka, la Thailandia, Birmania e Pakistan, e gli istituti meteorologici di questi paesi sorvegliano e prevedono il manifestarsi degli eventi ciclonici. Raramente cicloni tropicali del bacino colpiscono la Penisola Arabica
- Bacino dell'Oceano Indiano Sud-Orientale: L'attività tropicale in questa regione colpisce Australia e Indonesia. Sono queste nazioni a preoccuparsi di previsioni e allarmi.
- Bacino dell'Oceano Indiano Sud-Occidentale: È quello meno conosciuto, a causa della mancanza di dati storici. I cicloni che vi si formano colpiscono il Madagascar, il Mozambico, l'isola di Mauritius e il Kenya. Gli istituti predisposti di queste nazioni emettono previsioni e avvisi di pericolo per questo bacino.

#### Aree di formazione inusuali

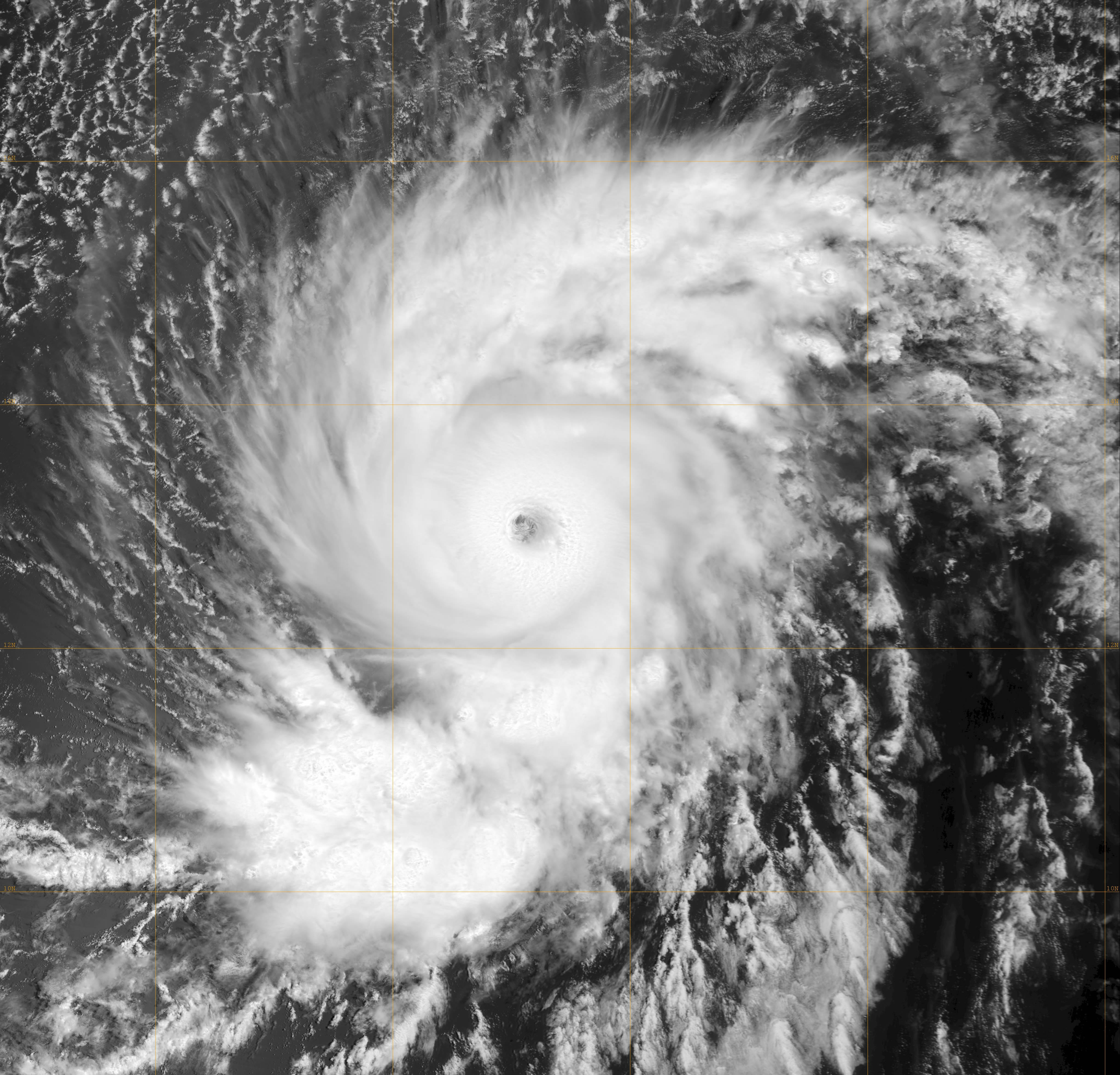
L'uragano Flossie l'11 agosto 2007, con una chiara immagine dell'"occhio".

Nelle seguenti aree geografiche i cicloni tropicali sono molto rari:
- Atlantico Meridionale: Le acque più fredde, la mancanza della zona di convergenza intertropicale e cambiamenti improvvisi della direzione e forza dei venti impediscono in questa zona la formazione di attività cicloniche di tipo tropicale. Tuttavia 3 cicloni sono stati osservati: nel 1991 al largo delle coste occidentali africane una tempesta di relativamente debole intensità, l'uragano Catarina, (categoria 1) che sfogò la sua forza sulle coste del Brasile e una piccola tempesta nel gennaio 2004, ad est di Salvador, giudicato uragano in base alle misure fatte dai satelliti riguardo alla velocità dei venti.
- Pacifico Centro-Settentrionale: Cambiamenti improvvisi di direzione del vento limitano lo nascita e lo sviluppo di tifoni in questa parte dell'Oceano Pacifico. Tuttavia cicloni tropicali formatisi nel più favorevole bacino del Pacifico nord-orientale possono frequentemente spostarsi in quest'area.
- Pacifico Sud-Orientale: La formazione di cicloni tropicali è rara in questa regione; quando si verifica, è legata di solito a episodi di El Niño. La maggioranza delle tempeste che entrano in questa regione si formano più a ovest nel Pacifico Sud-Occidentale, e raggiungono le isole della Polinesia solo in casi eccezionali.
- Mar Mediterraneo: Anche nel Mediterraneo si formano a volte particolari e violente tempeste di tipo tropicale. Sono chiamati cicloni tropicali mediterranei (abbreviato con l'acronimo TLC dall'inglese Tropical-Like Cyclone) o Medicane (Mediterranean Hurricane). Non sono comuni e spesso si limitano alla stato di depressione o tempesta tropicale, ma in casi eccezionali, e molto rari, possono arrivare alla categoria 1 di uragano. Cicloni di questo tipo ed intensità si sono formati nel settembre 1947, settembre 1969, settembre 1973, agosto 1976, gennaio 1982, settembre 1983, dicembre 1984, dicembre 1985, ottobre 1994, gennaio 1995, ottobre 1996, settembre 2003, nel dicembre 2005, nel settembre 2006 e nell'agosto del 2008. Nei casi più intensi possono provocare danni, pericolose alluvioni e vittime.
- Atlantico Nordorientale: Nell'ottobre 2005, nella zona di Madera si formò l'uragano Vince, che si mosse poi verso nord-est, passando a sud della costa meridionale del Portogallo, e raggiunse la terraferma nella Spagna sudoccidentale, come tempesta tropicale. Il punto di origine di Vince è stato il più settentrionale nell'Atlantico orientale mai registrato, e Vince è stato il primo ciclone tropicale che abbia mai raggiunto la penisola iberica nella storia documentata.
- Australia: Bacino del Pacifico SW: comprende la parte orientale dell'Australia e le isole Figi.
- Australia: Bacino dell'Indiano SE: comprende la parte orientale dell'Oceano Indiano e le parti settentrionale e occidentale del bacino australiano.
- Mar della Cina Meridionale: Normalmente, non si formano cicloni tropicali nel Mar della Cina Meridionale per la sua vicinanza all'Equatore. Le zone entro dieci gradi di latitudine dall'equatore non subiscono una forza di Coriolis significativa, ingrediente vitale per la formazione dei cicloni tropicali. Nondimeno, nel dicembre 2001, il tifone Vamei si formò proprio nel Mar della Cina Meridionale, a partire da temporali sul Borneo, e toccò terra in Malaysia, provocando allagamenti nella Malesia meridionale e alcuni danni a Singapore.

#### Stagionalità e numero medio di cicloni per anno
| Bacino                    | Inizio      | Fine        | Tempeste Tropicali (34-63 nodi) | Cicloni Tropicali (>63 nodi) | Cicloni Tropicali di Categoria 3 o più (>95 nodi) |
| ------------------------- | ----------- | ----------- | ------------------------------- | ---------------------------- | ------------------------------------------------- |
| Pacifico Nord-Occidentale | Intero Anno | Intero Anno | 26.7                            | 16.9                         | 8.5                                               |
| Pacifico Nord-Orientale   | maggio      | novembre    | 16.3                            | 9.0                          | 4.1                                               |
| Pacifico Sud-Occidentale  | ottobre     | maggio      | 10.6                            | 4.8                          | 1.9                                               |
| Atlantico Settentrionale  | giugno      | novembre    | 10.6                            | 5.9                          | 2.0                                               |
| Indiano Sud-Occidentale   | ottobre     | maggio      | 13.3                            | 6.7                          | 2.7                                               |
| Indiano Sud-Orientale     | ottobre     | maggio      | 7.3                             | 3.6                          | 1.6                                               |
| Indiano Settentrionale    | aprile      | dicembre    | 5.4                             | 2.2                          | 0.4                                               |

## Movimenti e percorsi

Uragano Andrew

### Venti su larga scala
Sebbene i cicloni tropicali siano dei grandi sistemi che generano un'enorme quantità di energia, i loro movimenti sulla superficie terrestre sono spesso rapportati ai livelli che trasportano un flusso. Cioè, in genere i venti - il flusso sull'atmosfera terrestre - sono responsabili dello spostamento e della direzione dei cicloni tropicali. Il movimento si riferisce al percorso del ciclone tropicale .

### Interazione con sistemi ad alta e bassa pressione
Infine, quando un ciclone tropicale si sposta a latitudini più alte, il suo percorso può essere deviato significativamente da venti che si muovono verso un'area di bassa pressione. Molti cicloni tropicali lungo la costa orientale degli Stati Uniti o il Golfo del Messico, per esempio, sono deviati verso nord-est da aree di bassa pressione che si spostano da ovest verso est sopra il Nordamerica.

#### Storia della nomenclatura dei cicloni tropicali
Per molte centinaia di anni dopo che gli Europei raggiunsero le Indie Occidentali, gli uragani presero il nome dal santo del giorno in cui la tempesta appariva.
La pratica di dare alle tempeste nomi propri fu introdotta da Clement Lindley Wragge, un meteorologo anglo-australiano, alla fine del XIX secolo. Usò nomi femminili, i nomi dei politici che l'avevano offeso, e nomi della storia e della mitologia.
Durante la Seconda Guerra Mondiale, ai cicloni tropicali vennero dati nomi femminili, principalmente per la comodità dei meteorologi, ed in una certa maniera ad hoc. Negli anni seguenti furono usati nomi dal Joint Army/Navy Phonetic Alphabet (alfabeto fonetico unitario Esercito/Marina).
La convenzione moderna venne introdotta per evitare ambiguità nelle comunicazioni con navi ed aerei. Dato l'aumento dei trasporti ed il miglioramento in numero e qualità delle osservazioni meteorologiche, molti tifoni, uragani e cicloni erano osservati in contemporanea. Per non confonderli tra di loro, negli Stati Uniti dal 1953 la National Hurricane Center iniziò a dare sistematicamente un nome alle tempeste tropicali e agli uragani, pratica successivamente proseguita dalla Organizzazione Meteorologica Mondiale.
In accordo con l'uso, nella lingua inglese, di riferirsi alle cose inanimate come barche, treni, ecc., usando il pronome femminile "lei", i nomi utilizzati furono esclusivamente femminili. Alla prima tempesta dell'anno veniva dato un nome che iniziava per A, alla seconda per B, ecc. Comunque, dato che tempeste tropicali ed uragani erano fortemente distruttivi, si considerò questa pratica sessista. Il National Weather Service rispose a queste preoccupazioni nel 1979, con l'introduzione nella nomenclatura di nomi maschili, che da allora si alternano a quelli femminili. Sempre nel 1979 si cominciò a preparare una lista di nomi prima che iniziasse la stagione, utilizzando nomi di origine inglese, francese o spagnola, essendo queste le lingue predominanti nella regione dove le tempeste si formano.

## Ciclone tropicale mediterraneo

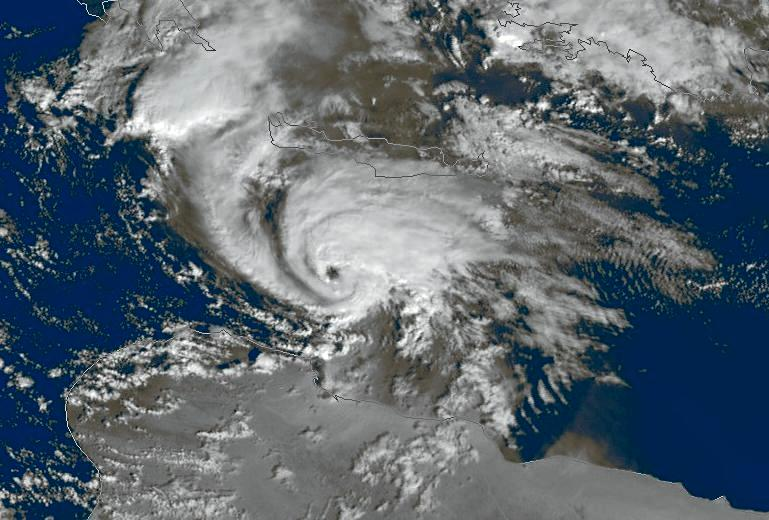
Il ciclone Zeo del dicembre 2005. Durante la sua formazione, a sud di Creta, ha provocato sull'isola venti temporaleschi, alluvioni, danni e vittime.

In meteorologia, il ciclone tropicale mediterraneo (detto all'inglese anche medicane, dalla fusione dei termini inglesi MEDIterranean hurriCANE "uragano mediterraneo", in italiano traducibile come medigano o uraganeo) è un sistema di bassa pressione caratterizzato da un nucleo caldo, convezione temporalesca attorno ad un centro di venti ben definito, piogge torrenziali, forti venti, che tipicamente compare nell'area del bacino del Mediterraneo.
I cicloni tropicali sul Mediterraneo, per quanto anomali, si sviluppano per transizione tropicale, un processo caratterizzato dalla trasformazione dinamica e termodinamica di un ciclone extratropicale in un ciclone tropicale.
Questo processo permette la formazione di cicloni tropicali anche oltre i 30° di latitudine e su superfici marine inferiori ai 26 °C, generalmente considerate necessarie per lo sviluppo di questi sistemi.

## Cicloni e cambiamenti climatici
Le superfici della maggior parte degli oceani tropicali hanno subito un riscaldamento di 0,25 - 0,5 gradi Celsius durante gli ultimi decenni. Il gruppo intergovernativo sui cambiamenti climatici (IPCC) ritiene probabile che la causa principale dell'aumento globale della temperatura media sulla superficie degli oceani negli ultimi 50 anni è l'aumento nella concentrazione dei gas a effetto serra, con una conseguenza diretta sul numero di cicloni tropicali. La comunità mondiale dei ricercatori di cicloni tropicali ha rilasciato una dichiarazione sul legami tra il cambiamento climatico antropico (umano-indotto) e l'origine dei cicloni tropicali, tra cui uragani e tifoni. Questa dichiarazione è in risposta a una maggiore attenzione sui cicloni tropicali e sulle loro cause, prevedendo un aumento dell'intensità dei cicloni tropicali del 2–11% entro il 2100 ed un aumento del 20% delle precipitazioni ad essi legati.
Di recente si è verificato in tutto il mondo un gran numero di cicloni tropicali a grande impatto ambientale: 10 cicloni tropicali in Giappone nel 2004, cinque cicloni tropicali che interessano le Isole Cook in un periodo di cinque settimane nel 2005, il ciclone Gafilo nel Madagascar nel 2004, il ciclone Larry in Australia nel 2006, il tifone Saomai in Cina nel 2006 e molti altri cicloni tropicali stagionali nella zona atlantica tra il 2004 e il 2005 - tra cui l'uragano Katrina che ha provocato catastrofiche conseguenze socio-economiche. Recenti studi scientifici hanno segnalato un forte aumento negli ultimi decenni nel numero dei cicloni tropicali, nell'energia e nelle velocità dei venti in associazione con la temperatura più calda della superficie del mare esistente in alcune regioni.
Conclusioni:

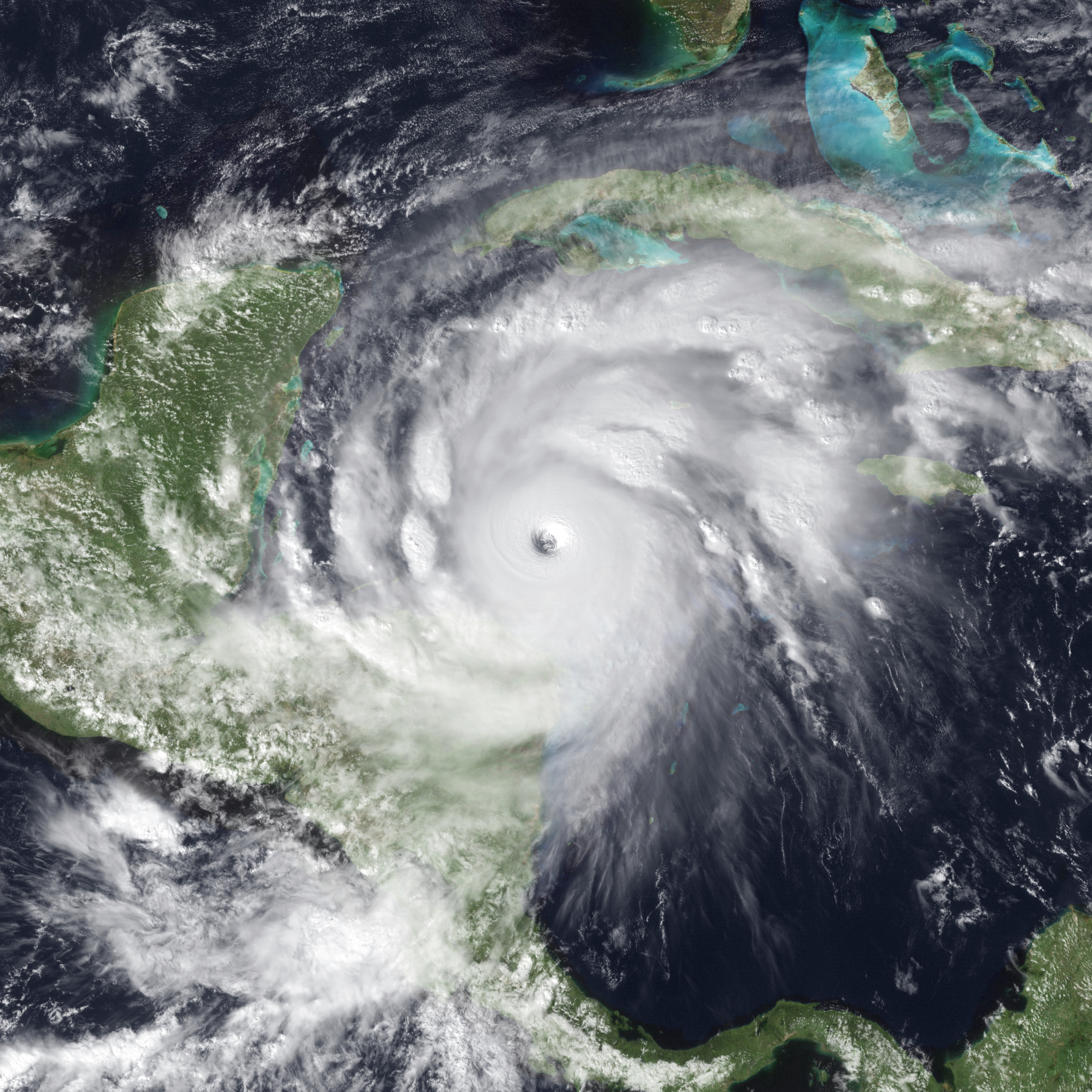
Uragano Mitch

1. Vi sono prove sia a favore che contro circa l'esistenza di un'influenza di origine antropica sul clima in relazione ai cicloni tropicali, per cui nessuna conclusione precisa può essere fatta su questo punto.[20]
2. Nessuno dei singoli cicloni tropicali può essere direttamente attribuito al cambiamento climatico.
3. Il recente aumento di impatto sulla società dei cicloni tropicali è stata in gran parte causata dall'aumento nelle concentrazioni di popolazione e di infrastrutture nelle regioni costiere.[20]
4. Il monitoraggio nella velocità del vento dei cicloni tropicali è radicalmente cambiato negli ultimi decenni, portando difficoltà nel determinare le tendenze precise.
5. In alcune regioni sono state effettuate osservazioni con metodi molto diversi nel corso degli ultimi decenni e tale variabilità negli studi rende difficile stabilire le cause, naturali o antropiche dei cicloni. Questa variabilità rende inoltre difficile individuare eventuali tendenze a lungo termine sui cicloni tropicali.
6. È probabile che se continuerà il riscaldamento del clima, si verificheranno alcuni aumenti dei cicloni tropicali, della velocità dei loro venti e delle precipitazioni. Modelli di studi teorizzano un aumento del 3-5% sulla velocità dei venti per ogni aumento di grado Celsius della temperatura della superficie del mare tropicale.[21]
7. C'è una contraddizione fra i piccoli cambiamenti nella velocità del vento teorizzati con alcuni modelli e i grandi cambiamenti segnalati da alcune osservazioni.[21]
8. Esistono grandi differenze regionali nei metodi utilizzati per il controllo dei cicloni tropicali. Inoltre, la maggior parte delle regioni non effettua alcuna misurazione con strumenti aeromobili. Queste notevoli limitazioni continueranno a rendere difficile l'individuazione delle tendenze dei cicloni.[21]
9. Se si verifica il previsto innalzamento del livello dei mari a causa del riscaldamento globale, aumenteranno anche le inondazioni dovute a tempeste di cicloni tropicali.

## Record

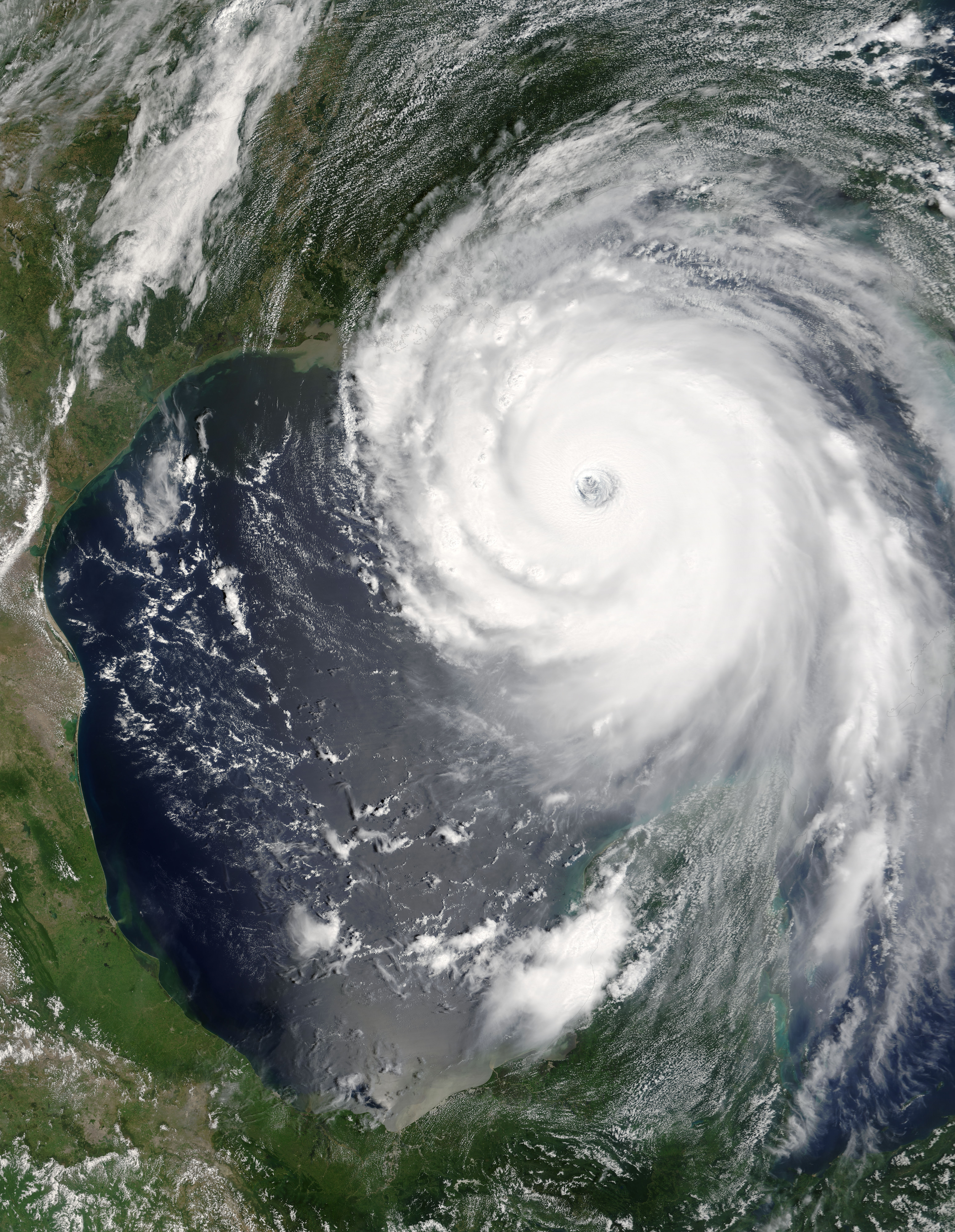
Uragano Katrina

- Il ciclone tropicale più grande e intenso della storia è stato il tifone Tip, che ebbe luogo nell'Oceano Pacifico occidentale il 12 ottobre 1979, imperversando su un raggio di 1.100 km. Per di più, la pressione di 870 mb registrata nell'occhio di questo ciclone è la più bassa mai registrata sulla Terra al livello del mare.
- Di contro, il ciclone tropicale più piccolo di sempre è stato il tifone Tracy, che il 24 dicembre 1972 colpì la città australiana di Darwin.
- Il ciclone tropicale più violento si verificò nel 1900 a Galveston (Texas). Il ciclone tropicale spazzò l'isola con venti di oltre 160 km/h e provocò un'onda alta oltre 6 m. Si pensa che siano morte 8 000 persone.
- La più disastrosa inondazione causata da cicloni avvenne nel novembre del 1970 in Bangladesh, quando un ciclone nel Golfo del Bangladesh uccise all'incirca 300 000 persone.
- L'uragano Katrina è conosciuto come l'uragano più disastroso della storia. Si abbatté nel 2005 e provocò danni per 108 miliardi di dollari.
- Il ciclone tropicale di maggior durata avvenne nell'Oceano Pacifico per 31 giorni consecutivi, tra l'agosto e il settembre del 1994.